# Selezioni giovanili della nazionale femminile di pallacanestro della Bosnia ed Erzegovina
Le selezioni giovanili della nazionale femminile di pallacanestro della Bosnia ed Erzegovina sono gestite dalla Federazione cestistica della Bosnia ed Erzegovina e partecipano ai tornei cestistici internazionali per squadre nazionali, limitatamente a specifiche classi d'età.

## Under-20
Rappresenta le migliori giocatrici di nazionalità bosniaca di età non superiore ai 20 anni. Partecipa a tutte le manifestazioni internazionali giovanili di pallacanestro per nazioni gestite dalla FIBA.
Ha sempre partecipato agli Europei di categoria in Division B, venendo promossa in Division A nel 2016, dove ha disputato 2 Europei di categoria, finendo rispettivamente 11º e 16º.

### Partecipazioni
FIBA EuroBasket Under-20
- 2016 - 11°
- 2017 - 16°

## Under-18
Rappresenta le migliori giocatrici di nazionalità bosniaca di età non superiore ai 18 anni. Partecipa a tutte le manifestazioni internazionali giovanili di pallacanestro per nazioni gestite dalla FIBA.
Nel corso degli anni questa selezione ha subito alcuni cambiamenti nel nome, dovuti agli adeguamenti nelle normative della FIBA in fatto di classificazione delle categorie giovanili.
Agli inizi la denominazione originaria era nazionale Cadette, in quanto la FIBA classificava le fasce di età sotto i 22 anni con la denominazione "cadette". In seguito, denominazione e fasce di età sono state equiparate, divenendo nazionale Cadette. Dal 2000, la FIBA ha modificato nuovamente il tutto, equiparando sotto la dicitura "under 18" sia denominazione che fasce di età. Da allora la selezione ha preso il nome attuale.
Fino al 1991, le atlete bosniache partecipavano alle competizioni internazionali di categoria, nelle file della omonima nazionale jugoslava.

Si è formata nel 1992, dopo le guerre che hanno dissolto lo Stato jugoslavo, e vanta solo 4 presenze, con poca gloria, agli Europei di Division A.

### Partecipazioni
Division A
- 2017 - 12°
- 2018 - 13°
- 2019 - 14°
- 2022 - 16°

Division B
- 2005 - 9°
- 2006 - 6°
- 2007 - 13°
- 2008 - 9°
- 2009 - 6°

- 2010 - 16°
- 2013 - 5°
- 2014 - 11°
- 2015 - 7°
- 2016 -  3°

- 2023 - 4°

## Under-16
Rappresenta le migliori giocatrici di nazionalità bosniaca di età non superiore ai 16 anni. Partecipa a tutte le manifestazioni internazionali giovanili di pallacanestro per nazioni gestite dalla FIBA.
Nel corso degli anni questa selezione ha subito alcuni cambiamenti nel nome, dovuti agli adeguamenti nelle normative della FIBA in fatto di classificazione delle categorie giovanili.
Agli inizi la denominazione originaria era nazionale Allieve, in quanto la FIBA classificava le fasce di età sotto i 16 anni con la denominazione "allieve". In seguito, denominazione e fasce di età sono state equiparate, divenendo nazionale Allieve. Dal 2000, la FIBA ha modificato nuovamente il tutto, equiparando sotto la dicitura "under 16" sia denominazione che fasce di età. Da allora la selezione ha preso il nome attuale.
Fino al 1991, le atlete bosniache partecipavano alle competizioni internazionali di categoria, nelle file della omonima nazionale jugoslava.

Si è formata nel 1992, dopo le guerre che hanno dissolto lo Stato jugoslavo.

### Partecipazioni
Division B
- 2004 -  2°
- 2005 - 13°
- 2006 - 6°
- 2007 - 6°
- 2008 - 15°

- 2009 - 6°
- 2016 - 17°
- 2017 - 8°
- 2018 - 20°
- 2019 - 17°

- 2022 - 7°
- 2023 - 17°